# Michael S. Davison

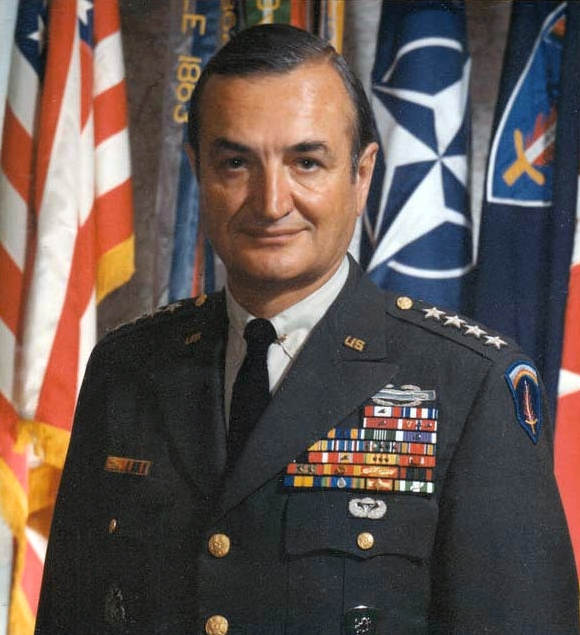
Michael S. Davison

Michael Shannon Davison (* 21. März 1917 in San Francisco, Kalifornien; † 7. September 2006 in Washington, D.C.) war ein US-amerikanischer Offizier und General der US Army. Er diente zuletzt von 1971 bis 1975 als Oberbefehlshaber der 7. US-Armee in Heidelberg, die auch unter dem Namen United States Army Europe (USAREUR) bekannt ist. Zudem war er Kommandierender General der Central Army Group der NATO. Sein Titel lautete CINCUSAREUR/COMCENTAG (Commander in Chief United States Europe, Commander Central Army Group).

## Leben
Michael Davison entstammte einer Familie mit militärischer Vergangenheit. Im Jahr 1939 absolvierte er die US-Militärakademie in West Point, die er als Leutnant verließ. Sein erster Stationierungsort war beim 12th Cavalry Regiment in Fort Brown, Texas. Während des Zweiten Weltkrieges diente er zunächst in der Abteilung für Operationen im damaligen Kriegsministerium. Später wurde er der 45th Infantry Division zugeteilt. Diese Einheit kämpfte in Nordafrika, dann in Sizilien und Italien. Davison gehörte der G-2-Abteilung des Kommandostabs an, die für Nachrichtendienste zuständig war. 1943 wurde der nunmehr 26-Jährige, der inzwischen bis zum Major aufgestiegen war, Kommandeur des 1st Battalion des 179th Infantry Regiment. Kurz darauf wurde er zum Oberstleutnant befördert. In seiner Eigenschaft als Bataillonskommandeur machte er den Italienfeldzug und die Invasion im südlichen Frankreich mit. Dabei wurde er zwei Mal verwundet. Bei Kriegsende leitete er die G-2- bzw. G-3-Abteilung (Nachrichtendienst/Operationen) im Hauptquartier des VI. Korps, das ebenfalls in Europa eingesetzt war.
Nach dem Ende des Krieges wurde der inzwischen zum Oberst beförderte Davison dem Hauptquartier der Army Ground Forces in Fort Monroe zugeteilt. Dann übernahm er das Kommando über die in Puerto Rico stationierte 18th Mechanized Cavalry Squadron. Zwischenzeitlich studierte er bis 1951, immer noch als Offizier der Armee, öffentliche Verwaltung an der Harvard University. 1954 erhielt er das Kommando über ein Kadettenregiment an der Militärakademie in West Point. 1958 absolvierte er das National War College, 1960 erhielt er das Kommando über eine Einheit (Combat Command A) der 3rd Armored Division. Später wurde er zum Brigadegeneral befördert. In dieser Eigenschaft wurde er Stabschef beim V. Korps. 1963 übernahm er nochmals ein Kommando bei der Militärakademie in West Point. Anschließend wurde Davison zum Kommandeur des Command and General Staff College ernannt. Nach seiner Beförderung zum Generalleutnant erfolgte 1968 seine Berufung zum Stabschef im Hauptquartier der United States Army Pacific. Seit 1970 nahm er als Kommandeur der Einheit (II Field Force), die einem Armeekorps entsprach, am Vietnamkrieg teil. In dieser Eigenschaft leitete er den Kambodscha-Einsatz der US Army.
Am 26. Mai 1971 wurde Michael Davison unter Beförderung zum Vier-Sterne-General neuer Oberbefehlshaber der amerikanischen Heeresstreitkräfte in Europa (USAREUR). Sein Hauptquartier befand sich im Keyes Building der Campbell Barracks in Heidelberg. Gleichzeitig übernahm er auch das Kommando über die Central Army Group. Er setzte sich für die Rassenintegration innerhalb seines Kommandobereichs ein. Dafür wurde er 1976 von der NAACP mit dem Meritorious Service Award ausgezeichnet. Am 29. Juni 1975 endete seine Dienstzeit als USAREUR-Kommandeur. Anschließend ging er in den Ruhestand.
Nach seiner Militärzeit bekleidete Davison verschiedene zivile Ämter. Er war unter anderem Präsident der United Service Organizations und Vorstandsmitglied der Mercedes-Benz-Filiale für Nordamerika. Außerdem schlichtete er im Jahr 1982 einen Streit um den Bau des Vietnam Veterans Memorial. Michael Davison starb am 7. September 2006 in Washington.

## Auszeichnungen
General Davison wurde im Verlauf seiner Dienstzeit mit folgenden Orden und Ehrenzeichen ausgezeichnet:
Army Distinguished Service Medal, Legion of Merit, Silver Star, Bronze Star Medal, Air Medal, Purple Heart, Ehrenlegion (französisch), Croix de guerre (französisch), Verdienstorden der Bundesrepublik Deutschland, Bayerischer Verdienstorden und dem Orden der Krone von Thailand. Außerdem war er Ehrendoktor der University of Maryland und Ehrenbürger der Gemeinde Meximieux in Frankreich.